# Phí Anh Đông
Phí Anh Đông (tiếng Mãn: ᡶᡳᡠᠩᡩᠣᠨ, Möllendorff: fiongdon, 1562 – 1620) là một trong 5 trọng thần khai quốc của Hậu Kim. Ông là người thuộc Qua Nhĩ Giai thị (瓜尔佳氏), là con trai của thủ lĩnh bộ lạc Tô Hoàn là Tác Nhĩ Quả (索尔果).

## Cuộc đời
Gia tộc của Phí Anh Đông vốn thế cư đất Tô Hoàn, sau quy phụ Hậu Kim, đãi vào Mãn Châu Tương Hoàng kỳ. Phí Anh Đông là người kiêu dũng thiện chiến, năm 12 tuổi đã có thể kéo cung tên mười thạch.
Năm Minh Vạn Lịch thứ 16 (1588), theo cha quy phục Nỗ Nhĩ Cáp Xích, trở thành đại thần, cưới cháu gái của Nỗ Nhĩ Cáp Xích, vì vậy mà xưng Tô Hoàn Ngạch phò. Ông có người anh rể làm phản bị chính tay ông bắt được và giết chết. Vì vậy ông được ban cho danh hiệu "Trát nhĩ cố tề".
Năm thứ 26 (1598), cùng Chử Anh chinh phạt Ngõa Nhĩ Khách, chiêu hàng các bộ lạc.
Năm thứ 35 (1607), theo Bối lặc Thư Nhĩ Cáp Tề người dân Phỉ Ưu Thành của Ngõa Nhĩ Khách quy phụ, đánh bại lính Ô Lạp chặn đường. Theo bối lặc Ba Nhã Lạt đánh Đông Hải Oa Tập bộ.
Năm thứ 41 (1613), cùng Nỗ Nhĩ Cáp Xích diệt Ô Lạp bộ.
Năm Thiên Mệnh nguyên niên (1616), Nỗ Nhĩ Cáp Xích xưng Đại Hãn, lập ra nhà Hậu Kim, ông trở thành ngũ đại thần cùng với Ngạch Diệc Đô, Hỗ Nhĩ Hán, An Phí Dương Cổ và Hà Hòa Lễ.
Năm thứ 3 (1618), ông theo Nỗ Nhĩ Cáp Xích đánh chiếm Phủ Thuận của nhà Minh, được vinh dự gọi là "vạn nhân địch".
Năm thứ 4 (1619), đánh chiếm Diệp Hách thành. Sau đó đánh bại quân Minh trong trận Tát Nhĩ Hử. Ông theo Nỗ Nhĩ Cáp Xích trong hơn 30 năm, lập được nhiều chiến công, được phong Nhất đẳng Tổng binh quan, con cháu được thừa tập.
Năm thứ 5 (1620), tháng 3, ông qua đời.
Năm Thiên Thông thứ 6 (1632), ông được truy phong làm Nhất đẳng Trực Nghị công (直义公).

## Gia quyến
- Cha: Tác Nhĩ Quả (索爾果)
  - Chị gái: Thất thú Phúc tấn của Thư Nhĩ Cáp Tề, sinh Phí Dương Vũ.
- Cháu trai (chất): Ngao Bái

### Thê thiếp
- Chính thê: Ái Tân Giác La thị (1601 – 1662), trưởng nữ của Chử Anh.

### Hậu duệ

#### Con trai
1. Nam Khâm (南钦)
2. Quan Nạp Hải (官纳海), tử trận ở Lữ Thuận khẩu, được truy tặng Tam đẳng Khinh xa Đô úy.
  - Trưởng tử: Cố Nhĩ Hán (顾尔汉), tập tước Tam đẳng Khinh xa Đô úy.
  - Thứ tử: Cố Tố (顾素), tập tước Tam đẳng Khinh xa Đô úy, sau nhờ quân công được phong Tam đẳng Nam.
3. Na Tạp Bố (那卡布).
4. Thác Huệ (托惠), nhậm Tán trật Đại thần.
5. Sắc Hải (色海).
6. Tác Hải (索海) thừa tập Tổng binh quan, sau được phong Phó Đô thống, tùy quân chinh chiến Tứ Xuyên, mất trong quân.[1]
  - Con trai: Đa Pha La (多颇罗) có công theo đại quân nhập quan, bình định phản tặc, được phong Ngưu lục Chương kinh, sau tiến Nhất đắng Giáp lạt Chương kinh. Sau theo Đa Ni chinh chiến Vân Nam, mất trong quân.[2]
7. Đồ Lại (圖賴) một trong những khai quốc công thần của nhà Thanh, được phong Nhất đẳng Hùng Dũng công.[3]
8. Tác Cát (索海).
9. Tô Hoàn Nhan (苏完颜) được phong Kỵ đô úy.
10. Sát Cáp Ni (察哈尼), được phong Tam đẳng Ngang bang Chương kinh (hay Lãnh bang Chương kinh, tức Tổng binh).
  - Con trai: Uy Hắc (倭黑, 1640 – 1691), sơ tập Tam đẳng Tử, sau tấn Tam đẳng Công.
    - Con trai: Phó Nhĩ Đan (傅尔丹, 1683 – 1752), từng nhập Lĩnh thị vệ Nội đại thần, Lại bộ Thượng thư, nhậm Tướng quân Hắc Long Giang.
      - Con trai: Triệu Đức (勇公), tập Tam đẳng Tín Dũng công, sau bị cách tước.
        - Con trai: Phúc Hưng (福兴), từng nhậm Công bộ Thượng thư, Tướng quân Ô Tô Lý Thai.
          - Con trai: An Anh (安英), nhậm Nhị đẳng Thị vệ, thân phụ của An tần (Gia Khánh).

      - Con trai: Cáp Đạt Cáp (哈达哈), tập Tam đẳng Công, nhậm Đô thống, Nghị chính đại thần, Lĩnh thị vệ Nội đại thần, Công bộ Thượng thư kiêm Tá lĩnh.

#### Con gái
- Một con gái, gả cho Hòa Huệ Bối lặc Tắc Tang Vũ (塞桑武) – con trai thứ năm của Thư Nhĩ Cáp Tề.
- Một con gái, gả cho Giản Thân vương Phí Dương Vũ (费扬武) – con trai thứ tám của Thư Nhĩ Cáp Tề.
- Một con gái, gả cho Đốc Nghĩa Cương Dũng Bối lặc Ba Nhã Lạt – em trai Nỗ Nhĩ Cáp Xích.
- Một con gái, gả cho Khác Hậu Bối lặc Đỗ Nhĩ Hỗ – con trai trưởng của Đỗ Độ – con trai trưởng của Chử Anh.
- Một con gái, gả cho A Đạt Hải (阿达海) – con trai thứ năm của Ngạch Diệc Đô.
- Một con gái, gả cho Siêu Cáp Nhĩ (超哈尔) – con trai thứ mười ba của Ngạch Diệc Đô.